# Naar Hjerterne kalder
|  | Denne artikel er oprettet af botten PalnaBot ud fra en ekstern database. Den kan derfor have sproglige fejl eller mangler. Denne skabelon kan fjernes efter kontrol af indholdet. |

Naar Hjerterne kalder er en film fra 1916 instrueret af Hjalmar Davidsen efter manuskript af Sven Lange.